# العلاقات السنغالية العراقية
العلاقات السنغالية العراقية هي العلاقات الثنائية التي تجمع بين السنغال والعراق.

## مقارنة بين البلدين
هذه مقارنة عامة ومرجعية للدولتين:
| وجه المقارنة                                              | السنغال                                              | العراق                       |
| --------------------------------------------------------- | ---------------------------------------------------- | ---------------------------- |
| المساحة (كم2)                                             | 196.72 ألف                                           | 437.07 ألف                   |
| عدد السكان (نسمة)                                         | 15.85 مليون                                          | 38.27 مليون                  |
| الكثافة السكانية (ن./كم²)                                 | 80.57                                                | 87.56                        |
| العاصمة                                                   | داكار                                                | بغداد                        |
| اللغة الرسمية                                             | لغة فرنسية، اللغة الولوفية، باديارا ‏، اللغة البلنتية | اللغة العربية، اللغة الكردية |
| العملة                                                    | فرنك غرب أفريقي                                      | دينار عراقي                  |
| الناتج المحلي الإجمالي (بليون دولار)                      | 16.37 مليار                                          | 197.72 مليار                 |
| الناتج المحلي الإجمالي (تعادل القوة الشرائية) بليون دولار | 36.62 مليار                                          | 560.73 مليار                 |
| الناتج المحلي الإجمالي الاسمي للفرد دولار أمريكي          | 899                                                  | 4.94 ألف                     |
| الناتج المحلي الإجمالي للفرد دولار أمريكي                 | 2.33 ألف                                             | 15.06 ألف                    |
| مؤشر التنمية البشرية                                      | 0.466                                                | 0.654                        |
| رمز المكالمات الدولي                                      | +221                                                 | +964                         |
| رمز الإنترنت                                              | .sn                                                  | .iq                          |
| المنطقة الزمنية                                           | 00                                                   | ت ع م+03:00، ت ع م+04:00     |

## منظمات دولية مشتركة
يشترك البلدان في عضوية مجموعة من المنظمات الدولية، منها:
| علم المنظمة | اسم المنظمة                        | تاريخ انضمام السنغال | تاريخ انضمام العراق |
| ----------- | ---------------------------------- | -------------------- | ------------------- |
|             | مؤسسة التنمية الدولية              | 31 أغسطس 1962        | 29 ديسمبر 1960      |
|             | يونسكو                             | 10 نوفمبر 1960       | 21 أكتوبر 1948      |
|             | وكالة ضمان الاستثمار متعدد الأطراف | 12 أبريل 1988        | 6 أكتوبر 2008       |
|             | الأمم المتحدة                      | 28 سبتمبر 1960       | 21 ديسمبر 1945      |
|             | الاتحاد البريدي العالمي            | ?                    | ?                   |
|             | البنك الدولي للإنشاء والتعمير      | 31 أغسطس 1962        | 27 ديسمبر 1945      |
|             | منظمة التعاون الإسلامي             | ?                    | ?                   |
|             | منظمة حظر الأسلحة الكيميائية       | ?                    | ?                   |
|             | مؤسسة التمويل الدولية              | 31 أغسطس 1962        | 27 ديسمبر 1956      |
|             | الاتحاد الدولي للاتصالات           | 15 نوفمبر 1960       | 12 نوفمبر 1928      |
|             | منظمة الشرطة الجنائية الدولية      | ?                    | ?                   |

## وصلات خارجية
- موقع وزارة الخارجية السنغالية
- موقع وزارة الخارجية العراقية